# Ringer-Europameisterschaften 1970
Die Ringer-Europameisterschaften 1970 fanden im Juni in Ost-Berlin statt.

## Griechisch-römisch

### Ergebnisse
| Klasse  | Gold                 | Silber            | Bronze              |
| ------- | -------------------- | ----------------- | ------------------- |
| -48 kg  | Gheorghe Berceanu    | Henrik Gál        | Lorenzo Calafiore   |
| -52 kg  | Petar Kirow          | Boško Marinko     | Klim Olsojew        |
| -57 kg  | János Varga          | Ion Baciu         | Christo Traikow     |
| -62 kg  | Heinz-Helmut Wehling | Martti Laakso     | Ivan Kaspar         |
| -68 kg  | Klaus-Peter Göpfert  | Sreten Damjanović | Manfred Schöndorfer |
| -74 kg  | Wiktor Igumenow      | Momir Kecman      | Franz Berger        |
| -82 kg  | Milan Nenadić        | Adam Osrowski     | Rudolf Vesper       |
| -90 kg  | Waleri Resanzew      | Lothar Metz       | Josip Čorak         |
| -100 kg | Per Svensson         | Ferenc Kiss       | Marin Kolew         |
| +100 kg | Roland Bock          | Edward Wojda      | Alexandar Tomow     |

### Medaillenspiegel (griechisch-römisch)
| Rang | Land                            | Gold | Silber | Bronze |
| ---- | ------------------------------- | ---- | ------ | ------ |
| 1    | Deutsche Demokratische Republik | 2    | 1      | 1      |
| 2    | Sowjetunion                     | 2    | 0      | 1      |
| 3    | Jugoslawien                     | 1    | 3      | 1      |
| 4    | Ungarn                          | 1    | 2      | 0      |
| 5    | Rumänien                        | 1    | 1      | 0      |
| 6    | Bulgarien                       | 1    | 0      | 3      |
| 7    | BR Deutschland                  | 1    | 0      | 1      |

## Freistil

### Ergebnisse
| Klasse  | Gold                | Silber            | Bronze           |
| ------- | ------------------- | ----------------- | ---------------- |
| -48 kg  | Rafik Gadschiew     | Jürgen Möbius     | Attila Latak     |
| -52 kg  | Baju Baew           | Ali Alan          | Petre Ciarnău    |
| -57 kg  | Iwan Schawow        | Pawel Maljan      | Hasan Kahraman   |
| -62 kg  | Enju Todorow        | Wiktor Markelow   | Petre Coman      |
| -68 kg  | Ismail Juseinow     | Jozsef Rysznyak   | Sefer Saliovski  |
| -74 kg  | Zarbeg Beriaschwili | Jan Karlsson      | Angel Petrow     |
| -82 kg  | Horst Stottmeister  | Iwan Iliew        | Vasile Iorga     |
| -90 kg  | Boris Gurewitsch    | Károly Bajkó      | Ramadan Achmedow |
| -100 kg | Ahmet Ayik          | Iwan Jarygin      | Wassil Todorow   |
| +100 kg | Leonid Kitow        | Gıyasettin Yılmaz | Peter Germer     |

### Medaillenspiegel (Freistil)
| Rang | Land                            | Gold | Silber | Bronze |
| ---- | ------------------------------- | ---- | ------ | ------ |
| 1    | Sowjetunion                     | 4    | 3      | 0      |
| 2    | Bulgarien                       | 4    | 1      | 3      |
| 3    | Türkei                          | 1    | 2      | 1      |
| 4    | Deutsche Demokratische Republik | 1    | 1      | 1      |
| 5    | Ungarn                          | 0    | 2      | 1      |